# Raufa Hassan Al-Sharki
Amatalrauf al-Sharki, aussi nommée Raufa Hassan, née en 1958 et morte le 27 avril 2011, était une éducatrice, féministe et activiste des droits de l’Homme yéménite. Elle était aussi professeure en communication et directrice du centre de Women's studies au sein de l’Université de Sanaa. Al-Sharki était la première femme journaliste du Yémen et écrivit des colonnes dans des journaux pendant de nombreuses années.

## Biographie
Al-Sharki est née et grandit à Sanaa. Son activisme débuta très tôt puisqu’à douze ans, en compagnie de sept de ses amies, elle marcha jusqu’à la maison du premier ministre du Yémen de l’époque, Abdullah al-Kurshumi afin de réclamer des livres de même qualité que ceux présents dans les écoles de garçons au Yémen. Le premier ministre, impressionné de leur initiative, les autorisa à fréquenter la même école que les garçons, une première fois dans l’histoire du Yémen. Au même âge, elle commença à travailler à la radio et c’est à cette époque qu’elle changea son nom d’Amatalrauf en Raufa Hassan afin de préserver son anonymat. Elle effectua ce changement pour cacher son emploi à son père qui ne supportait pas cette idée, bien qu’il finit par s’y faire lorsqu’il l’apprit. Alors qu’elle était au lycée, Raufa faisait partie de la Yemeni Women’s Association (YMA) jusqu’à ce qu’elle soit dissoute en 1973 par des conservateurs religieux. L’association dispensait des cours de lecture, des savoir-faire artisanaux et des formations aux métiers de la radio.
Al-Sharki termina le lycée en 1975 et elle entama ses études à l’Université du Caire. À cette époque, elle ne portait déjà plus le niqab,. En 1979, elle rouvrit l’YMA à Sanaa. En 1984, al-Sharki commença à travailler avec le ministère de l’Information du Yémen. En 1991, elle obtint son doctorat à Paris. En 1993, elle se présenta aux premières élections législatives démocratiques de son pays, mais ne fut pas élue.
En 1996, al-Sharki fonda l’Empirical Research and Women’s Study Center (ERWS) à l’université de Sanaa. L’année suivante, elle donna des informations à propos de l’éducation des jeunes femmes à plusieurs médias. En 2000, les conservateurs islamiques, très critiques envers l’ERWS forcèrent le gouvernement yéménite à fermer le centre, ce qui entraîna la fuite de Raufa al-Sharki pour les Pays-Bas. Une fatwa a alors été lancée contre elle. Elle subit de nombreuses menaces et ses appels téléphoniques ont été mis sous écoute. Elle ne rentra au Yémen qu’en 2004. Elle continua son travail auprès du Cultural Development Planning Foundation (CDPF) qu’elle avait débuté dans les années 1990 pour supporter les projets culturels au Yémen
L’un de ses combats était d’apprendre aux femmes à voter de manière indépendante et bénéficia de l’aide du parti islamiste (Islah). Elle aida les femmes à s’inscrire sur les listes électorales et à préparer celles qui souhaiter se présenter aux élections. Ses organisations aidèrent plusieurs milliers de femmes à s’inscrire. Elle a également fait pression pour une plus grande liberté de la presse et plus de droits pour les femmes. Al-Sharki était très présente lors des différentes élections, appelant à un quota minimum de femmes au sein du Parlement yéménite et organisa des manifestations de femmes pour défendre les droits civils des femmes. Elle croyait que le statut des femmes au Yémen ne s’améliorerait qu’avec la création d’un mouvement des femmes yéménites. L’autre problème majeur qu’al-Sharki pointa du doigt est les nombreuses décisions politiques prises par des hommes pour servir un système tribal patriarcal.
L’un des projets de Raufa fut un historique du code vestimentaire des différents leaders du Yémen à travers l’Histoire. Elle collectionnait également les drapeaux et les timbres et fut à l’origine d’une exposition de vêtements d’état et de codes d’identité en 2005. Elle participa à de nombreux séminaires où elle abordait la question des vêtements et comment les femmes les portaient à travers l’Histoire.
En 2006, elle occupa le poste de chaire Weissberg, un titre destiné à la promotion de personnes défendant les Droits de l’Homme sur la scène internationale. Elle était également professeure invité au Beloit College.
Al-Sharki mourut d’un cancer dans un hôpital du Caire en 2011,. Son héritage continue d’inspirer les femmes et les hommes du Yémen,,. À Sanaa, sa sœur, Taysir al-Sharki ouvrit la galerie Raufa Hassan en sa mémoire.